# Lindsey (Suffolk)
Lindsey es una pueblo y un parroquia civil del distrito de Babergh, en el condado de Suffolk (Inglaterra). Se encuentra a 18 km de Ipswich. La parroquia incluye Lindsey Tye y Rose Green. Según el censo de 2011, Lindsey tenía 208 habitantes. Está listado en el Domesday Book como Balesheia/Blalsega.